# Le Quesnel-Aubry
Le Quesnel-Aubry é uma comuna francesa na região administrativa de Altos da França, no departamento de Oise. Estende-se por uma área de 4,75 km². Em 2010 a comuna tinha 227 habitantes (densidade: 47,8 hab./km²).